# 714. Infanterie-Division
La 714. Infanterie-Division è stata una grande unità di fanteria creata nel maggio 1941 dall'Esercito tedesco con personale per lo più di origine mitteleuropea e Volksdeutsche, assegnata principalmente a compiti di mantenimento dell'ordine pubblico nei territori occupati: si articolava pertanto solo su due reggimenti di fanteria, un battaglione d'artiglieria e reparti minori di supporto logistico. Nella Jugoslavia occupata prese parte a rastrellamenti, azioni di pacificazione e anche a importanti iniziative come l'operazione Kozara, talvolta in collaborazione con i reparti croati. Nell'aprile 1943 fu riorganizzata e ricevette la nuova denominazione di 114. Jäger-Division, pur seguitando a ricoprire le medesime funzioni di truppa d'occupazione senza eclatanti successi.
Nel gennaio 1944 fu trasferita sul fronte italiano e combatté brevemente nella zona di Anzio prima di essere ridislocata sul versante occidentale della Linea Gustav. Dopo lo sfondamento anglo-statunitense a Cassino rifluì verso nord con le altre provate divisioni tedesche e si attestò nella zona di Ravenna alla fine del 1944. Trasferita nel settore degli Appennini sulla Linea Gotica, la divisione fu infine distrutta nei primi giorni dell'offensiva della primavera 1945 sul fronte italiano.

## Costituzione e composizione
Nel quadro della quindicesima ondata di mobilitazione decisa dall'Oberkommando der Wehrmacht nella prima metà del 1941 furono create diverse divisioni di fanteria. Tra queste figurava la 714. Infanterie-Division, attivata ufficialmente il 1º maggio di quell'anno e sin da subito impostata come reparto da occupazione o "statica", venendo dunque a comprendere solo due reggimenti di fanteria e non i tre tipici delle unità campali. Nacque nel territorio sottoposto al comando supremo della Wehrmacht a Praga (Wehrmachtbefehlshaber Prag) a partire da truppe di rimpiazzo provenienti dal 1º Distretto militare (Wehrkreis I), ma ebbe il proprio quartier generale fissato a Braunsberg nella Prussia Orientale: si trattava nella stragrande maggioranza di uomini di ascendenza ceca, polacca o Volksdeutsche.
Il quartier generale fu dotato di veicoli catturati dall'Esercito tedesco nelle precedenti campagne, di due mitragliatrici leggere sempre frutto di preda bellica e di un plotone di motociclisti facente funzione di staffetta. I due reggimenti che formavano l'ossatura della divisione erano articolati ciascuno su tre battaglioni, da quattro compagnie l'uno, e su un plotone comunicazioni; ogni compagnia fu armata con un mortaio leggero leGrW 36 da 50 mm e dodici mitragliatrici, per le quali erano disponibili tre treppiedi. Il reggimento d'artiglieria riuniva quattro batterie equipaggiate con gli obici leFH 18 da 105 mm e otto mitragliatrici per la protezione ravvicinata di pezzi e serventi, più un plotone addetto alle comunicazioni. La divisione ebbe anche un limitato parco di camion e altri veicoli a motore, una compagnia di genieri con nove mitragliatrici leggere, una compagnia comunicazioni motorizzata, una compagnia sanitaria e altri reparti minori di natura logistica. Non fu mai prevista una fanfara alle dipendenze del quartier generale. Sin dal 15 aprile 1941 il comando era stato affidato al Generalmajor Friedrich Stahl che lo assunse effettivamente dal 1º maggio.

## Impiego operativo

### Le operazioni in Jugoslavia
All'inizio del giugno 1941 la divisione fu inserita nello schieramento dell'XI. Armeekorps, parte della 2. Armee, ma in luglio la 714. passò agli ordini del LXV. Armeekorps dipendente dalla 12. Armee, operante nella penisola balcanica. Fu destinata alla Jugoslavia occupata con le similari 704., 717. e 718. Infanterie-Division per costituire il primo nucleo di truppe d'occupazione nella regione. Subito schierata, sostenne presto le prime scaramucce contro le formazioni partigiane (non è chiaro se cetnici o comunisti del KPJ). Stanziata a ovest della Drina, vi rimase per tutta l'estate e parte dell'autunno, quindi fu spostata in ottobre in Serbia e il 22 si sistemò 25 chilometri a nord di Bor pronta al combattimento; da qui marciò nella zona a sud di Smederevska Palanka e la ripulì dalla presenza partigiana tra il 24 e il 25 ottobre, dando anche alle fiamme un villaggio a sud di Velika Plana (sessantré abitazioni distrutte). All'inizio di novembre la 714. si spostò nella regione di Požarevac e, a metà mese, fu coinvolta nella fase finale dell'operazione Užice – grande offensiva concentrica dell'Asse contro i territori liberati dall'EPLJ di Josip Broz Tito. Da Aranđelovac attaccò verso Čačak e Užice più a ovest in coordinazione con la 342. Infanterie-Division che, da Valjevo, aveva lanciato le sue forze su due direttrici: lungo la Drina per aggirare i partigiani e direttamente a sud su Užice. L'operazione si concluse agli inizi di dicembre con la distruzione della zona libera, la cattura di un ingente bottino militare e un successo tattico per i tedeschi; tuttavia Tito e parte delle sue unità erano sfuggiti all'accerchiamento e la resistenza jugoslava proseguì. All'inizio del febbraio 1942, infatti, la 714. Division portò a termine un ciclo di azioni antipartigiane a sud-ovest di Valjevo e a metà mese prese posizione 55 chilometri a sud-est di questa città unitamente alla 717. Infanterie-Division.

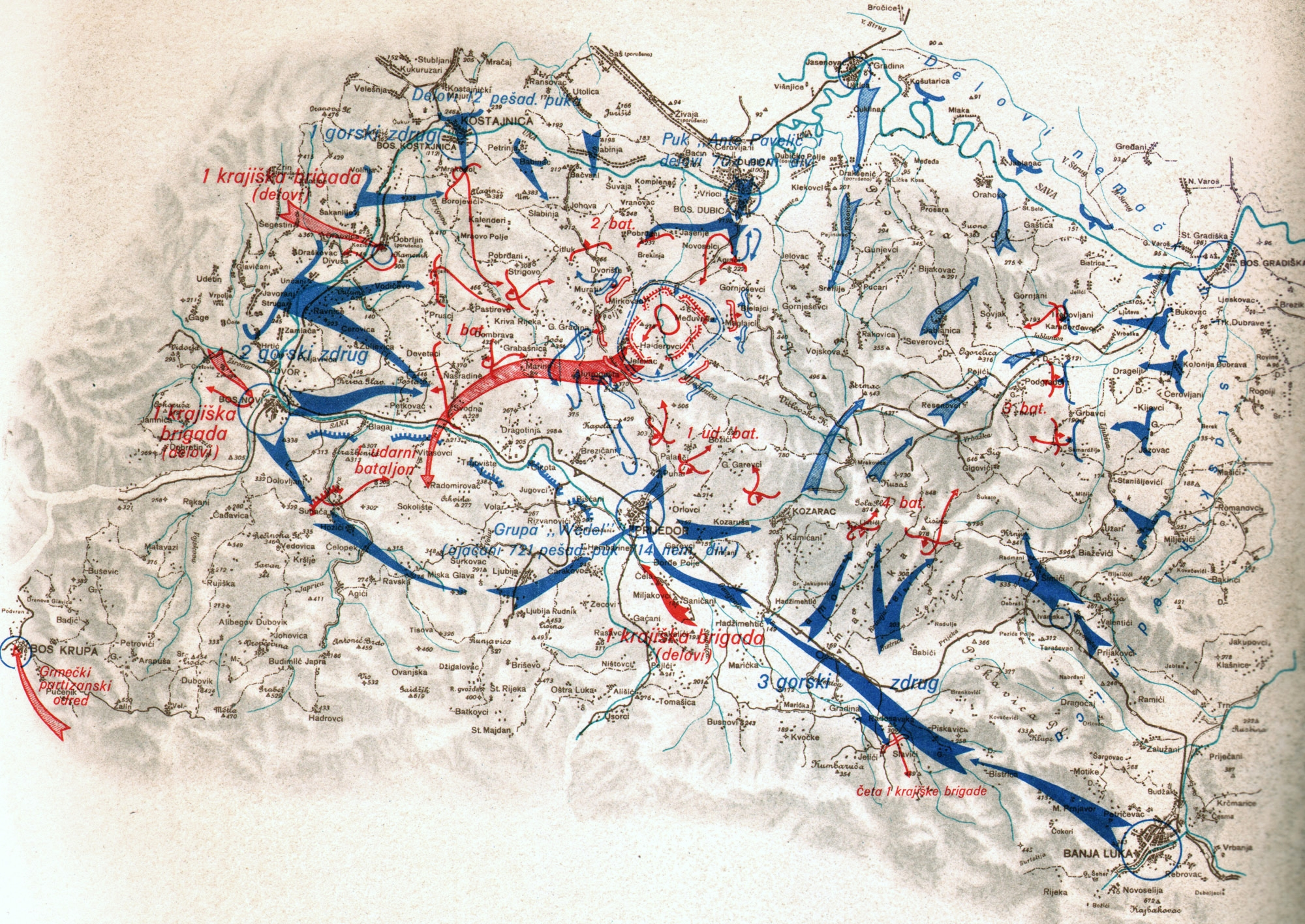
Principali movimenti, dell'Asse e dei partigiani, nel corso dell'operazione Kozara: la 114. fu spiegata al completo per questa offensiva

Nel periodo invernale ci fu scarsa attività per la divisione che, in aprile, passò al comando responsabile per la Serbia (Befehlshaber Serbien) sempre sotto la supervisione generale della 12. Armee. Nel giugno 1942 operò nella vasta area tra Lajkovac e Gornji Milanovac, quindi dal 26 del mese fu assegnata all'operazione Kozara, in svolgimento già da due settimane. Prolungò la propria partecipazione sino al 18 luglio e, nel corso dei combattimenti, sostenne anche i reparti militari (ustascia e domobrani) del collaborazionista Stato Indipendente di Croazia. Dal 23 luglio al 3 agosto, quindi, affiancò due brigate da montagna croate negli scontri lungo la Drina che costarono pesanti perdite alle bande partigiane titine le quali, ancora una volta, furono comunque capaci di sopravvivere. La divisione di acquartierò in Bosnia dopo l'operazione, ma già il 24 settembre dovette tornare a combattere a Jajce, una modesta cittadina liberata dall'EPLJ, e nel territorio a sud di questa: le truppe della 714. riuscirono a riprenderne il controllo il 4 ottobre ma, in seguito a una vigorosa controffensiva partigiana, furono respinte e dovettero abbandonarla definitivamente. Allo scopo di annientare una volta per tutte le "sacche mobili" partigiane la 12. Armee pianificò, assieme al Regio Esercito, l'operazione Weiss per la quale furono mobilitate la 7. SS-Freiwilligen-Gebirgs-Division "Prinz Eugen" da Karlovac e la 717. Infanterie-Division da Banja Luka, con il compito di accerchiare i partigiani attorno al massiccio del Grmeč mediante avanzata a tenaglia da Ključ; alla sinistra della "Prinz Eugen" doveva intervenire la 369. (kroatische) Infanterie-Division. Tra questa e la 717. fu inserita la 714. che, in particolare, doveva assicurare la tenuta dell'area Bosanski Novi-Prijedor. Il 1º gennaio 1943 Stahl cedette il comando al Generalmajor Josef Reichert che guidò la divisione nel corso dei combattimenti, trascinatisi per settimane: a dispetto della spiegamento di forze, le avanzate non furono ben sincronizzate e l'EPLJ, guidato da Tito in persona, riuscì in ultimo a trarsi in salvo verso il Montenegro pur a costo di gravi perdite. L'insperata vittoria partigiana si dovette in parte a una tregua con i tedeschi, scaturita a inizio marzo 1943 dopo intensi negoziati a Zagabria; la dirigenza comunista della resistenza tentò anche di farsi riconoscere dall'Asse come vero e proprio esercito belligerante, ma Hitler ordinò di interrompere ogni conversazione appena ne venne a conoscenza. L'episodio si concluse con un reciproco scambio di prigionieri e la 714. ebbe indietro dieci soldati, catturati a Prijedor durante l'operazione Weiss.

### Conversione in Jäger-Division e altre azioni
Il 17 marzo 1943 il da poco stabilito Heeresgruppe E, evoluzione della 12. Armee responsabile per l'intero settore sud-orientale del teatro di guerra europeo, ricevette dall'Oberkommando des Heeres l'ordine numero 1385/43 con il quale era preannunciata la riorganizzazione della 714. Division in un'unità Jäger, vale a dire capace in teoria di rapidi dispiegamenti anche su terreni difficili e maggiore combattività. Tre giorni dopo il comando passò al Generalleutnant Karl Eglseer, che supervisionò il processo; la misura più importante fu la sostituzione degli uomini delle classi più anziane con truppe giovani provenienti dai Wehrkreis I, II, III e X, nel complesso 561 uomini di truppa e trenta ufficiali. Il 1º aprile 1943 la 714. divenne ufficialmente la "114. Jäger-Division" e, di conseguenza, cambiò i numeri di diverse unità sottoposte in accordo alla nuova denominazione; aggiunse anche un battaglione cacciacarri motorizzato, la compagnia genieri fu allargata alla dimensione di battaglione e integrò un più numeroso reparto motociclisti.
A dispetto dei cambiamenti la divisione rimase nei territori jugoslavi sempre in qualità di truppa d'occupazione, sottoposta dapprima al comando supremo per la Croazia (Befehlshaber Kroatien) e, da settembre, al XV. Armeekorps della 2. Panzerarmee, una delle componenti dell'Heeresgruppe F; inoltre, da giugno, il generale Eglseer fu affiancato da un ufficiale alle operazioni, l'Oberstleutnant Gottfried Annuss. Nei mesi successivi elementi della 114. Jäger-Division furono messi in allerta per svariate offensive antipartigiane, che rimasero in gran parte semplici piani sulla carta oppure si conclusero con un nulla di fatto, poiché le divisioni e i corpi dell'ELPJ dimostrarono una notevole mobilità, forti anche del sostegno popolare e della preparazione alla guerriglia. Ad esempio l'operazione Ostern del 15 aprile 1943 si risolse in un'avanzata a vuoto senza alcun tipo di combattimento; l'operazione Richard d'inizio maggio fu annullata appena prima di iniziare; l'operazione Klara del 20 giugno vide combattimenti tra partigiani comunisti e un reggimento croato nella cittadina di Velika Kladuša (Bosnia occidentale), ma al sopraggiungere della colonna di rinforzo tedesco-croata i guerriglieri si sganciarono. In novembre furono predisposte ben tre operazioni di pacificazione (Adler, Delphin, Merkur) la cui forza principale era rappresentata dalla 114. Jäger-Division: nessuna però colse un successo decisivo e la terza, anzi, si risolse in brevi scaramucce lungo la rotabile Bihać-Knin. Queste operazioni erano state inframmezzate dall'annuncio della capitolazione italiana (8 settembre 1943) e dalle conseguenti contromisure adottate dalla Germania nazista contro gli ex alleati, delle quali fu partecipe anche la divisione. Il generale Eglseer agì tempestivamente il 9 e inviò elementi della divisione a occupare l'aeroporto di Nadin (comune di Zemunik) e la città portuale di Zara, entrambi ricadenti sotto il controllo del XVIII Corpo d'armata del Regio Esercito; il comandante era il generale Umberto Spigo, di sentimenti filotedeschi, che dopo tentennamenti e ordini contraddittori accettò di sottoscrivere un vero e proprio documento di resa, le cui condizioni furono disattese dai tedeschi l'11 settembre. Anche un forte presidio distaccato a Knin fu circondato da una parte della 114. e da unità croate, sì che il suo comandante Francesco Giangreco optò per arrendersi all'inizio del 9 settembre. Elementi della divisione Jäger, dunque, si occuparono di avviare alla prigionia quei militari italiani che non vollero schierarsi di nuovo al fianco della Germania.
Poco dopo le vicende armistiziali il comando fu assunto da Alexander Bourquin, ma su questo avvicendamento alla testa della divisione le fonti non concordano: per una egli ebbe la posizione l'11 ottobre 1943 con il grado di Oberst, venendo poi promosso a Generalmajor solo il 1º gennaio 1944. Due, invece, affermano che Bourquin era già un Generalleutnant ed era arrivato alla testa dell'unità il 1º dicembre 1943.

### Il fronte italiano
All'inizio del gennaio 1944 la 114. fu informata dell'imminente trasferimento sul fronte italiano per rafforzare lo schieramento dell'Heeresgruppe C, impegnato contro la Eighth Army e la Fifth Army statunitense. La divisione transitò da Fiume nella Venezia Giulia, passando alle dipendenze del responsabile militare dell'OZAK, il generale Ludwig Kübler; quindi a febbraio fu inviata verso sud per prendere parte alla controffensiva tedesca in atto contro la testa di ponte stabilita dagli Alleati ad Anzio (fu pertanto riassegnata agli ordini del LXXVI. Panzerkorps della 14. Armee). Il 29 febbraio il corpo d'armata lanciò un assalto frontale contro la 3rd Infantry Division statunitense attestata nella zona di Cisterna: la fanteria tedesca subì gravi perdite a causa dell'intenso fuoco di controbatteria e la 114., in pratica, non riuscì a realizzare un'apprezzabile penetrazione nei cinque giorni seguenti. Fallita l'offensiva, la divisione rimase attestata sul lato orientale della testa di ponte fino all'aprile 1944, quando fu ritirata dalla prima linea e ridislocata nelle retrovie della 10. Armee impegnata nella battaglia di Cassino; la carenza di uomini impose comunque di assegnarla al LI. Gebirgskorps, che teneva la porzione orientale della Linea Gustav, e piazzarla nelle regioni montagnose di Sulmona (valle Peligna) e Avezzano (Marsica). Alla fine di maggio anche questo corpo d'armata dovette ripiegare dopo che la Linea Gustav era stata disarticolata e che gli Alleati si erano ricongiunti con la testa di ponte anziate. La 114. rifluì verso nord attraverso l'Abruzzo e le Marche per fermarsi tra Urbania e Sansepolcro, in collegamento con la 305. Infanterie-Division a ovest e la 5. Gebirgs-Division a est, poiché qui correva un tratto della Linea Gotica alla quale l'Heeresgruppe C si aggrappò nell'autunno 1944. Nel settore della Romagna, comunque, le divisioni del Commonwealth britannico riuscirono ad avanzare fino a sud di Ravenna, dove infine dovettero fermarsi a novembre per l'ostinata difesa tedesca e la complessa natura del territorio (canali, acquitrini e argini). Nel corso del convulso ripiegamento il comando della divisione era stato preso dal Generalleutnant Hans Boelsen (19 maggio) e poi dal Generalleutnant Hans-Joachim Ehlert (19 luglio),
La presenza di questa unità sul versante adriatico italiano fu caratterizzata da decine di atrocità e fucilazioni sommarie, un comportamento consolidatosi negli anni di operazioni antipartigiane in Jugoslavia; i crimini avvennero in specie in estate, proprio in concomitanza con la confusione della ritirata e il palesarsi di raggruppamenti della resistenza italiana. Stragi con un numero di vittime superiore a dieci avvennero a Onna e Filetto (nel comune dell'Aquila), Gubbio (tutte a giugno) e Sarsina (fine settembre), mentre esecuzioni anche singole furono perpetrate nella zona di Cingoli, in alcune frazioni di Sansepolcro, nella frazione Carpineta Cesena e a Castiglione di Roncofreddo. Un massacro di grandi proporzioni si verificò il 27 novembre 1944 a Madonna dell'Albero in provincia di Ravenna: elementi dello Jäger-Regiment 721 al comando dell'Oberst Lothar Berger soppressero cinquantasei persone, per quasi la metà donne, dopo aver sostenuto al mattino un breve scontro con una pattuglia mista di canadesi e partigiani. Nel complesso, tra il 2 giugno e il 27 novembre 1944, la 114. Jäger-Division uccise 182 civili.

### La fine della 114. Jäger-Division
Nell'inverno 1944-1945 la divisione cedette lentamente le sue posizioni e ripiegò poco a nord di Ravenna, espletando alle dipendenze del LXXII. Armeekorps anche compiti di sorveglianza costiera contro un sempre possibile sbarco degli Alleati. Tuttavia le precedenti campagne e il disfacimento delle linee di rifornimento tedesche avevano causato un grave indebolimento della divisione, che a marzo ammontava ad appena 984 effettivi tra ufficiali e soldati – in altri termini le sue potenzialità erano pari a quelle di due battaglioni. Fu pertanto assegnata alla riserva della 14. Armee ma dopo appena un mese fu inserita per la seconda volta nel LI. Gebirgskorps, che a sua volta era passato all'armata ed era schierato sugli Appennini. In particolare andò a rafforzare il settore della 232. Infanterie-Division nella zona di Modena e sostenne alcuni scontri con la Força Expedicionária Brasileira. L'11 aprile 1945, a Torre Maina in comune di Maranello, soldati della divisione attaccarono un gruppo di partigiani assieme a forze della RSI, quindi fucilarono quattro uomini catturati nel corso dell'operazione. Il precario fronte tedesco fu infine abbattuto dall'offensiva alleata di primavera e le due armate dovettero battere in disastrosa ritirata; la 114. condivise il destino del corpo d'armata d'appartenenza, pressoché distrutto nel Bresciano il 23 aprile 1945. Solo qualche gruppo fu in grado di sfuggire dalla sacca e continuò a combattere vanamente sino al 2 maggio, quando tutte le forze tedesche in Italia deposero le armi; fu fatto prigioniero anche l'ultimo comandante dell'unità, il Generalmajor Martin Strahammer che aveva assunto l'incarico il 15 aprile. Poche ore dopo la cattura, tuttavia, egli fu fucilato in circostanze poco chiare vicino a Parma.

## Decorazioni
Non si hanno notizie di decorati notabili tra le file della 714. Infanterie-Division. Nella 114. Jäger-Division, invece, ci furono due insigniti della Croce di Ferro, due del Fermaglio d'onore dell'esercito e sette della Croce tedesca in oro. Due altri soldati ottennero il Distintivo per la repressione della guerriglia partigiana in argento e un terzo lo ebbe in bronzo.

## Ordine di battaglia
1941
- Stabsdivision
  - Infanterie-Regiment 721
  - Infanterie-Regiment 741
  - Artillerie-Abteilung 661
  - Nachrichten-Kompanie 714
  - Pionier-Kompanie 714
  - Infanterie-Divisions-Nachschubführer 714 (deputato ai rifornimenti)
  - Sanitätseinheiten 714
    - Sanitätskompanie 714
    - Krankenkraftwagenzug 714

  - Veterinär-Kompanie 714
  - Verwaltungseinheiten 714 (amministrazione)

1943
- Stabsdivision
  - Jäger-Regiment 721
  - Jäger-Regiment 741
  - Artillerie-Abteilung 661
  - Panzerjäger-Abteilung 114
  - Jäger-Divisions-Nachrichten-Abteilung 114
  - Radfahr-Abteilung 114
  - Pionier-Bataillon 114
  - Kommandeur der Jäger-Divisions-Nachschubtruppe 114 (deputato ai rifornimenti)
  - Sanitätdienste 114
  - Veterinär-Kompanie 114
  - Verwaltungseinheiten 114 (amministrazione)

## Comandanti

### 714. Infanterie-Division
- Generalmajor Friedrich Stahl (1º maggio 1941 - 1º gennaio 1943)[2]
- Generalmajor Josef Reichert (1º gennaio 1943 - 20 marzo 1943)[2]

### 114. Jäger-Division
- Generalleutnant Karl Eglseer (20 marzo 1943 - 1º dicembre 1943)[7]
- Generalleutnant Alexander Bourquin (1º dicembre 1943 - 19 maggio 1944)[7]
- Generalmajor Hans Boelsen (19 maggio 1944 - 19 luglio 1944)[7]
- Generalmajor Hans-Joachim Ehlert (19 luglio 1944 - 15 aprile 1945)[7]
- Generalmajor Martin Strahammer (15 aprile 1945 - 2 maggio 1945)[7]